# Pedał
Pedał (łac. pedalis – noga) – część mechanizmu dźwigniowego wprawiana w ruch za pomocą nacisku nogą. 

## Instrumenty muzyczne

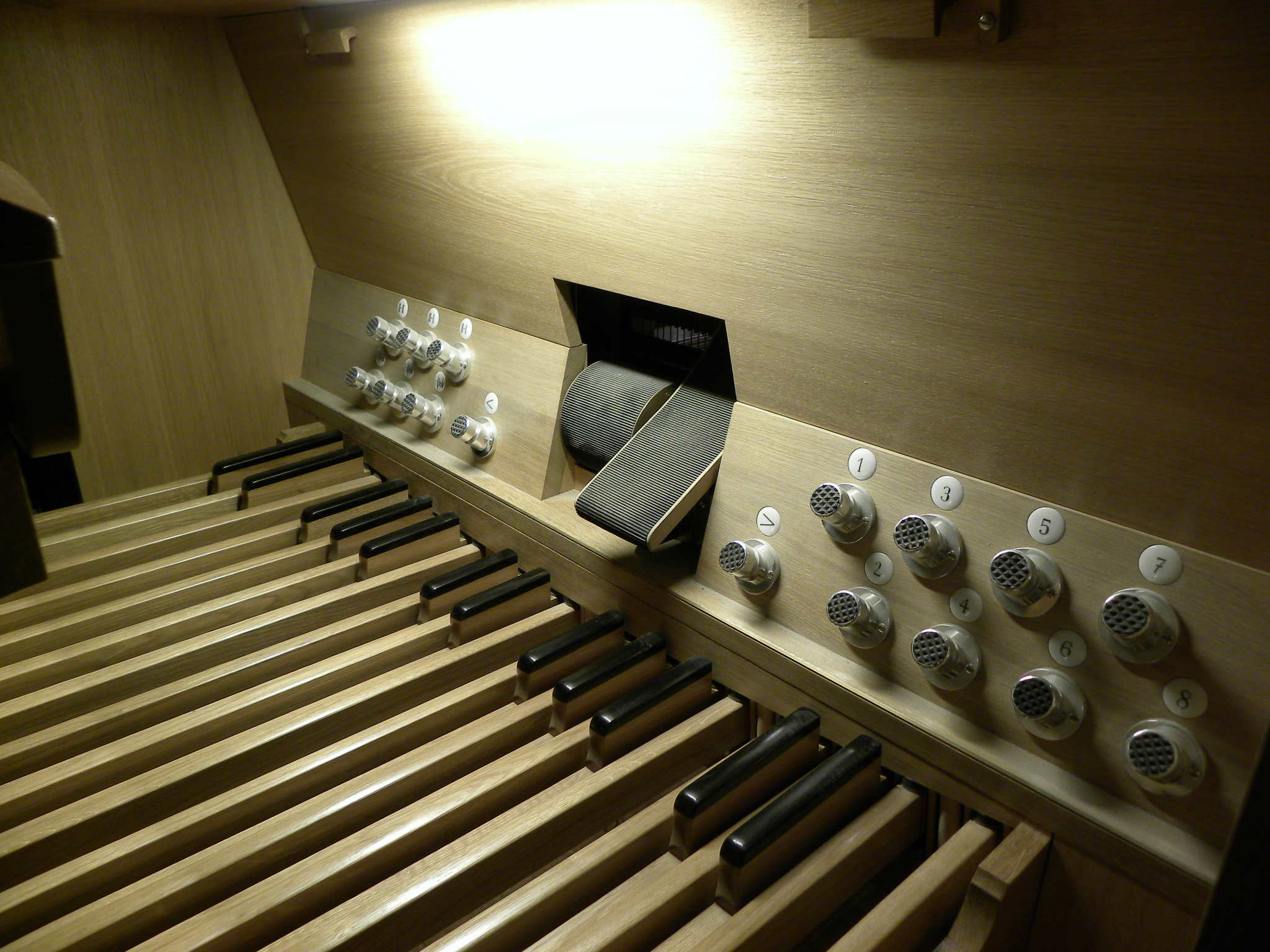
Pedał organowy

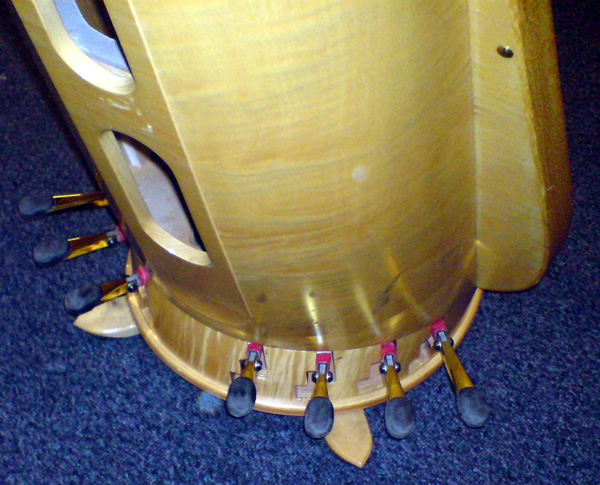
Pedały harfy

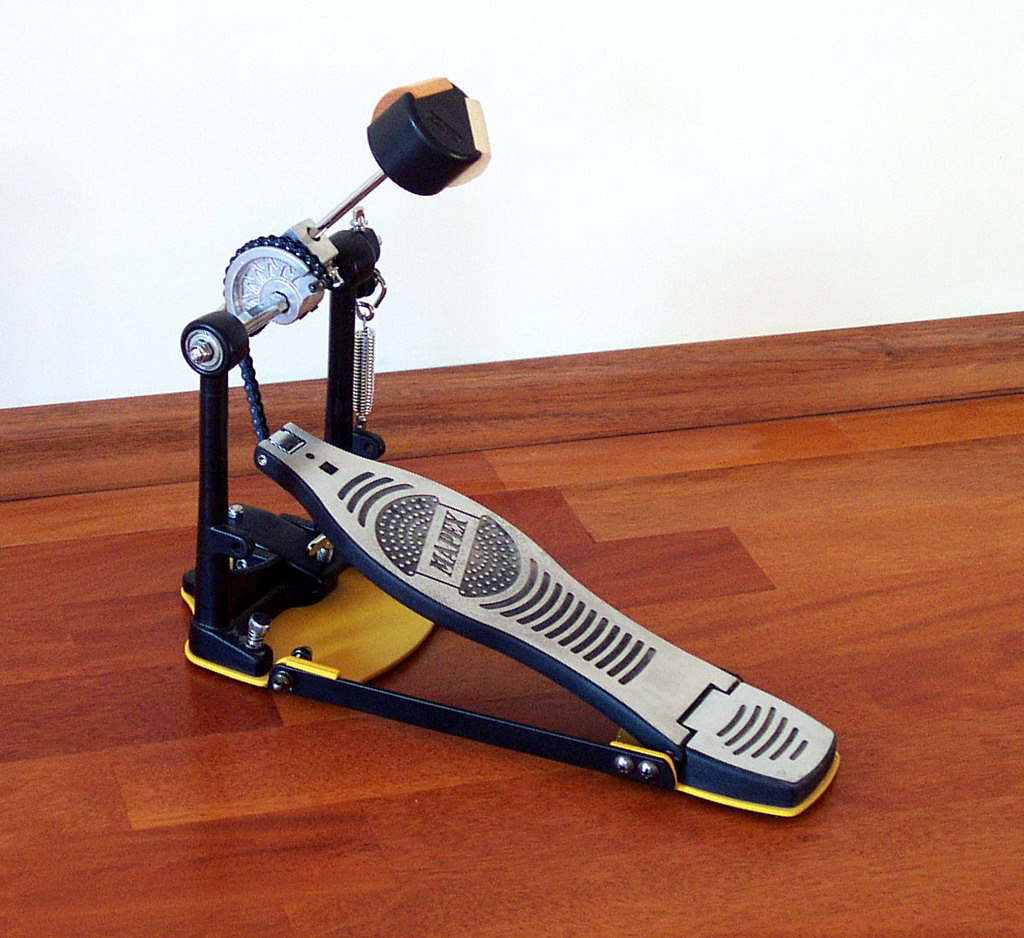
Stopa - mechanizm uderzający bębna basowego

Pedał wykorzystywany jest w wielu instrumentach muzycznych.
OrganyKlawiatura dla nóg, zwykle budowana w oparciu o wzór klawiatury ręcznej (tzw. manuału) (analogiczny układ klawiszów „białych” i „czarnych”, lecz o wiele szersza menzura, gdyż gra odbywa się za pomocą czubka lub pięty); wcześniej w niektórych krajach (Włochy, Hiszpania i inne) miała formę odmienną, występując w postaci np. zwykłych okrągłych przycisków, układem nie przypominających klawiszów manuału. Partia pedału notowana jest zwykle na osobnej (trzeciej), dolnej pięciolinii (pierwszy znany na świecie przykład takiej notacji, autorstwa Adama z Wągrowca, pochodzi z ok. 1618 r.); może natomiast znajdować się na drugiej pięciolinii (w układzie z dwóch pięciolinii), przeznaczonej dla lewej ręki i posiadać wówczas oznaczenie Pedale (wł.), Pedal (niem., ang.), Pédale (fr.) lub ogólnie przyjęte Ped. Pedał w organach zwykle służy do prowadzenia dolnego, basowego głosu, gdyż klawiatura pedałowa obsadzona jest kilkoma lub kilkunastoma registrami (głosami) niskobrzmiącymi; nierzadkie są natomiast przypadki użycia pedału (a dokładniej wysokich głosów pedałowych) dla prowadzenia melodii w akustycznym dyszkancie lub do wykonania tzw. cantus firmus, przy akompaniamencie rąk, grających na manuale (manuałach). We współczesnych organach liczba klawiszów pedału wynosi 30-32; w poprzednich epokach była zwykle mniejsza i mogła nawet nie przewyższać ośmiu.
Pianino, fortepianDwie lub trzy dźwignie pozwalające przede wszystkim na:
- zwiększenie wolumenu poprzez zaprzestanie tłumienia wszystkich strun (prawy pedał, pedał forte, rzadziej: pedał sustain)
- wyciszenie poprzez przesunięcie całego mechanizmu względem strun nieco w prawo lub przybliżenie młoteczków do strun (lewy pedał, pedał piano, wł. una corda)
- znaczne wytłumienie dźwięku poprzez umieszczenie między młoteczkami a strunami filcu (środkowy pedał pianina)
- zaprzestanie tłumienia jedynie aktualnie naciśniętych klawiszy (środkowy pedał fortepianu, pedał sostenuto).

WibrafonDźwignia działająca podobnie jak prawy pedał fortepianu.
HarfaTrójstopniowa dźwignia pozwalająca na uzyskanie trzech różnych dźwięków poprzez naciągnięcie lub poluźnienie wszystkich jednoimiennych strun; harfa posiada ogółem siedem pedałów (po jednym na każdy dźwięk gamy diatonicznej C-dur).
PerkusjaDźwignia służąca do naciągania membrany na kotłach, zmiany brzmienia talerzy hi-hat bądź też do uderzania w bęben basowy (bęben wielki).

## Pojazdy

### Samochód

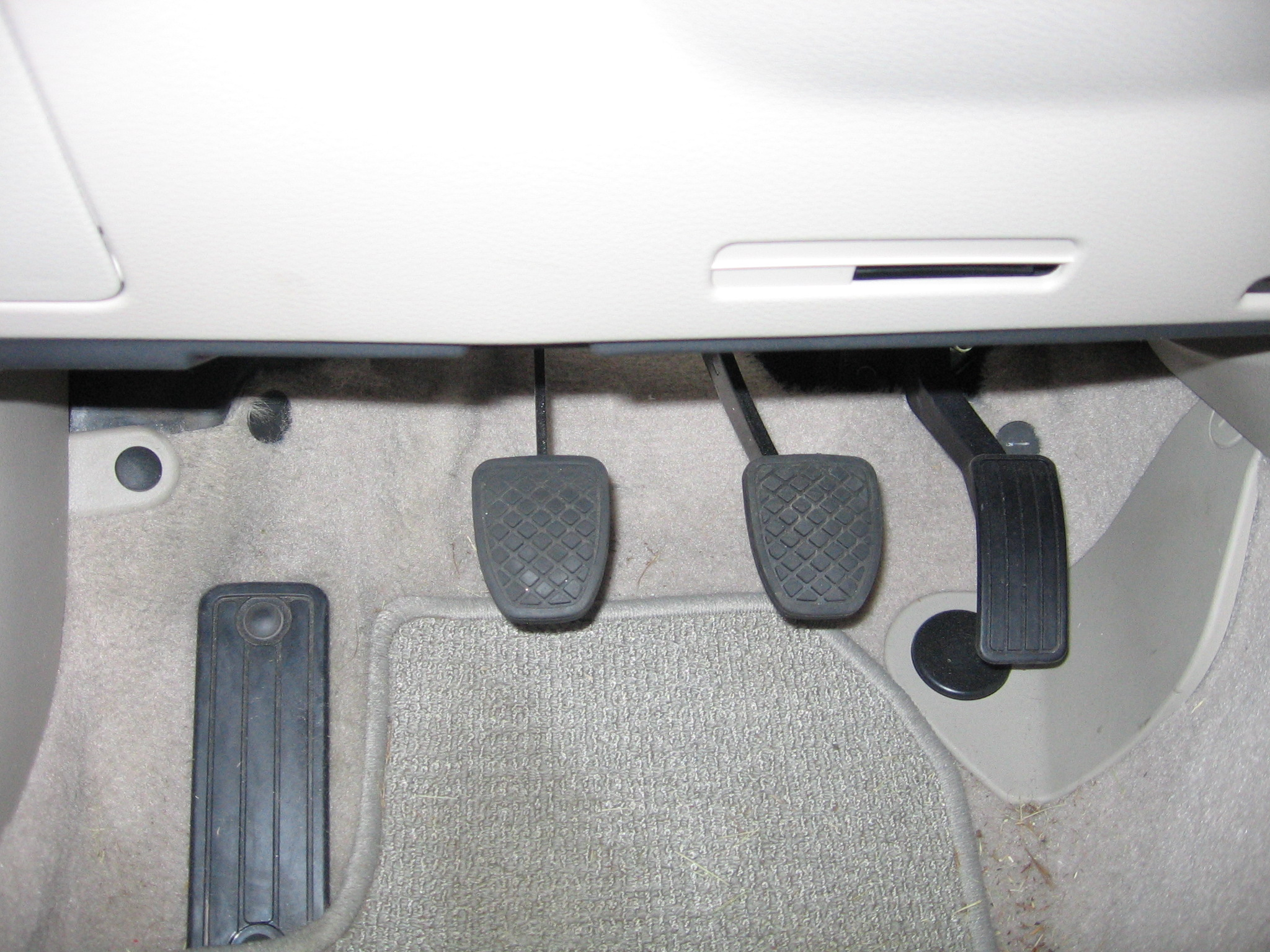
Pedały w samochodzie: od lewej sprzęgła, hamulca i gazu

W samochodzie występują trzy pedały (od lewej):
- pedał sprzęgła, którego wciśnięcie rozłącza sprzęgło, czyli połączenie między silnikiem i skrzynią biegów (samochody z automatyczną skrzynią biegów nie posiadają pedału sprzęgła)
- pedał hamulca, którego wciśnięcie powoduje dociśnięcie szczęk hamulcowych do bębna lub klocków do tarczy
- pedał przyspieszenia (pot. pedał gazu), którego wciśnięcie powoduje otwarcie przepustnicy

Zdarzają się również inne pedały, np. w wielu samochodach produkowanych na rynek amerykański, a także w niektórych modelach Mercedesa hamulec awaryjny (zw. ręcznym lub postojowym) jest uruchamiany pedałem. W produkowanym w latach 1908–1928 samochodzie Ford T pedały służyły do zmiany biegów.

### Inne pojazdy

Pedał rowerowy

W motocyklach pedały służą typowo do uruchamiania hamulca (prawy) i zmiany biegów (lewy).
Pedał rowerowy (zwany też platformą) to część układu napędowego roweru, która służy przenoszeniu energii z nóg rowerzysty, poprzez korby, do układu napędowego.
Wiele kajaków ma dwa pedały, ułatwiające manewrowanie. Naciśnięcie przez kajakarza prawego pedału powoduje wychylenie steru w prawo, a lewego – w lewo. Pozwala to na zmianę kierunku niezaburzającą rytmu wiosłowania.